# Museo de Arqueología Griega de Ure
El Museo de Arqueología Griega de Ure contiene una de las colecciones más importantes de antigüedades griegas del Reino Unido. El Museo forma parte del Departamento de Clásicos de la Universidad de Reading y está situado en el Campus Whiteknights de la universidad, a unos 3,2 km del centro de la ciudad inglesa de Reading, Berkshire. El museo está abierto al público de martes a viernes (cerrado los viernes fuera de plazo) y no se cobra entrada.

## Colecciones

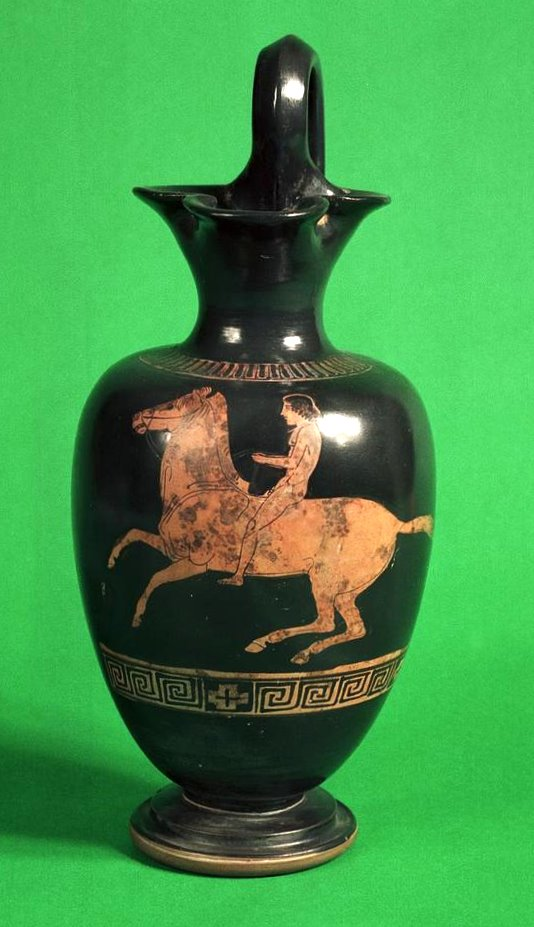
Enócoe atribuido al Pintor de Hasselmann. Circa 430 a. C.

El museo alberga una colección de material de las civilizaciones griega y grecorromana del Mediterráneo, sobre todo cerámicas y terracotas griegas y etruscas. Otros objetos expuestos incluyen cerámica prehistórica, artefactos de metal y piedra de épocas griegas y romanas, y una colección de antigüedades egipcias, que van desde el período predinástico hasta el romano. Estos incluyen instrumentos musicales, artefactos y joyas de bronce y cobre, un barco funerario y una cabeza de gato momificada.

## Historia
El museo fue creado en 1922  por el primer Profesor de Clásicos de la Universidad, Percy Ure, aunque contiene una donación anterior de antigüedades egipcias hecha por Hilda Petrie en 1909 al entoncesReading University College Las colecciones han crecido gracias a la generosidad de varios donantes, y están reconocidas como la cuarta mayor colección de cerámica griega en Gran Bretaña. El museo lleva el nombre del profesor Ure y su esposa, la Dra. Annie Ure, que fue la primera conservadora del museo. La actual conservadora es la profesora Amy C. Smith.

## Visita
El museo está abierto al público de martes a viernes entre las 09:00 y las 16:30. Está en la planta baja del ala norte del edificio Edith Morley de la universidad, cerca de la entrada 5. La entrada es gratuita.